# Gahinga
A Gahinga hegy a Virunga-hegységben, Ruanda és Uganda határán emelkedő kialudt vulkán, a Virunga-hegység egyik legkisebb vulkánja. A Gahinga vulkán a Muhabura hegy és a Sabyinyo hegy között emelkedik, a három vulkán közül a legalacsonyabb. A hegy neve kinyarwanda nyelven „kis kőhalmot” jelent. A hegyről kapta a nevét a Mgahinga Gorilla Nemzeti Park, a turisták a park bejáratától, az ugandai oldalról mászhatnak fel a hegy csúcsára. A túra mintegy három órát vesz igénybe, csak túravezetővel lehetséges. Az út először nyílt, nagyon termékeny, lávával borított területen vezet át, majd egy bambuszerdős övezet következik, végül a jellegzetes afro-alpesi növényzet borítja a hegyoldalt egészen a kráter pereméig. A csúcson fekvő nagy kráterben afro-alpesi mocsári növényzet él.

## Külső hivatkozások
- Global Volcanism Program Archiválva 2007. augusztus 20-i dátummal a Wayback Machine-ben
- Acacia safari[halott link]